# Eneco Tour 2011
La 7.ª edición del Eneco Tour, disputada entre el 8 y el 14 de agosto de 2011, contó con un recorrido de 967,8 kilómetros, distribuidos en ocho jornadas (un prólogo y siete etapas, una de ellas contrarreloj), con inicio en Amersfoort (Países Bajos) y final en Sittard-Geleen (Países Bajos).
La carrera formó parte del UCI World Tour.
El ganador final fue Edvald Boasson Hagen (quien además se hizo con una etapa y todas las clasificaciones secundarias: puntos y jóvenes). Le acompañaron en el podio Philippe Gilbert (que ganó una etapa) y David Millar, respectivamente.

## Equipos participantes
Tomaron parte en la carrera 22 equipos: los 18 equipos de categoría UCI ProTour (al ser obligada su participación); más 4 de categoría Profesional Continental mediante invitación de la organización (Cofidis, le Crédit en Ligne, Skil-Shimano, Topsport Vlaanderen-Mercator y Veranda´s Willems-Accent). Formando así un pelotón de 174 ciclistas, con 8 corredores cada equipo (excepto el Saxo Bank Sungard y Astana que salieron con 7), de los que acabaron 101. Los equipos participantes fueron:
- Team Garmin-Cervélo
- Liquigas-Cannondale
- Lampre-ISD
- QuickStep Cycling Team
- Katusha Team
- Saxo Bank Sungard
- HTC-Highroad
- Leopard Trek
- BMC Racing Team
- Sky Procycling
- Pro Team Astana
- Omega Pharma-Lotto
- Rabobank Cycling Team
- Team RadioShack
- Euskaltel-Euskadi
- Movistar Team
- Vacansoleil-DCM Pro Cycling Team
- Ag2r La Mondiale
- Skil-Shimano
- Topsport Vlaanderen-Mercator
- Veranda´s Willems-Accent
- Cofidis, le Crédit en Ligne

## Etapas

### Prólogo. 8 de agosto de 2011.Amersfoort-Amersfoort, 5,7km (CRI)
|   | Ciclista             | Equipo         | Tiempo |
| - | -------------------- | -------------- | ------ |
| 1 | Taylor Phinney       | BMC Racing     | 6' 57" |
| 2 | Edvald Boasson Hagen | Sky            | + 7"   |
| 3 | David Millar         | Garmin-Cervélo | + 8"   |
| 4 | Alex Rasmussen       | HTC-Highroad   | + 9"   |
| 5 | Lars Boom            | Rabobank       | + 10"  |

|   | Ciclista             | Equipo          | Tiempo |
| - | -------------------- | --------------- | ------ |
| 1 | Taylor Phinney       | BMC Racing Team | 6' 57" |
| 2 | Edvald Boasson Hagen | Sky             | + 7"   |
| 3 | David Millar         | Garmin-Cervélo  | + 8"   |
| 4 | Alex Rasmussen       | HTC-Highroad    | + 9"   |
| 5 | Lars Boom            | Rabobank        | + 10"  |

### Etapa 1. 9 de agosto de 2011.Oosterhout-Sint Willebrord, 192,1km
|   | Ciclista          | Equipo             | Tiempo     |
| - | ----------------- | ------------------ | ---------- |
| 1 | André Greipel     | Omega Pharma-Lotto | 4h 21' 20" |
| 2 | Denis Galimzyanov | Katusha            | m.t.       |
| 3 | Tyler Farrar      | Garmin-Cervélo     | m.t.       |
| 4 | Theo Bos          | Rabobank           | m.t.       |
| 5 | Tom Veelers       | Skil-Shimano       | m.t.       |

|   | Ciclista             | Equipo          | Tiempo     |
| - | -------------------- | --------------- | ---------- |
| 1 | Taylor Phinney       | BMC Racing Team | 4h 28' 17" |
| 2 | Edvald Boasson Hagen | Sky             | + 7"       |
| 3 | David Millar         | Garmin-Cervélo  | + 8"       |
| 4 | Alex Rasmussen       | HTC-Highroad    | + 9"       |
| 5 | Lars Boom            | Rabobank        | + 10"      |

### Etapa 2. 10 de agosto de 2011.Aalter-Ardooie, 173,7km
|   | Ciclista             | Equipo                   | Tiempo     |
| - | -------------------- | ------------------------ | ---------- |
| 1 | André Greipel        | Omega Pharma-Lotto       | 4h 07' 21" |
| 2 | Tyler Farrar         | Garmin-Cervélo           | m.t.       |
| 3 | Edvald Boasson Hagen | Sky                      | m.t.       |
| 4 | Jempy Drucker        | Veranda´s Willems-Accent | m.t.       |
| 5 | Baden Cooke          | Saxo Bank Sungard        | m.t.       |

|   | Ciclista             | Equipo         | Tiempo     |
| - | -------------------- | -------------- | ---------- |
| 1 | Taylor Phinney       | BMC Racing     | 8h 35' 38" |
| 2 | Edvald Boasson Hagen | Sky            | + 3"       |
| 3 | David Millar         | Garmin-Cervélo | + 8"       |
| 4 | Alex Rasmussen       | HTC-Highroad   | + 9"       |
| 5 | Lars Boom            | Rabobank       | + 10"      |

### Etapa 3. 11 de agosto de 2011.Heers-Andenne, 191,2km
|   | Ciclista         | Equipo             | Tiempo     |
| - | ---------------- | ------------------ | ---------- |
| 1 | Philippe Gilbert | Omega Pharma-Lotto | 4h 54' 53" |
| 2 | Grega Bole       | Lampre-ISD         | + 8"       |
| 3 | Ben Hermans      | RadioShack         | m.t.       |
| 4 | Koen de Kort     | Skil-Shimano       | m.t.       |
| 5 | Linus Gerdemann  | Leopard Trek       | m.t.       |

|   | Ciclista             | Equipo                       | Tiempo      |
| - | -------------------- | ---------------------------- | ----------- |
| 1 | Philippe Gilbert     | Omega Pharma-Lotto           | 13h 30' 34" |
| 2 | Edvald Boasson Hagen | Sky                          | + 5"        |
| 3 | David Millar         | Garmin-Cervélo               | + 13"       |
| 4 | Dominique Cornu      | Topsport Vlaanderen-Mercator | + 23"       |
| 5 | Ben Hermans          | RadioShack                   | + 25"       |

### Etapa 4. 12 de agosto de 2011.Roermond-Roermond,(CRI) 14,7km
|   | Ciclista          | Equipo             | Tiempo  |
| - | ----------------- | ------------------ | ------- |
| 1 | Jesse Sergent     | RadioShack         | 17' 55" |
| 2 | Alex Rasmussen    | HTC-Highroad       | + 14"   |
| 3 | Jürgen Roelandts  | Omega Pharma-Lotto | + 20"   |
| 4 | Vladimir Isaichev | Katusha            | + 27"   |
| 5 | Lars Boom         | Rabobank           | m.t.    |

|   | Ciclista             | Equipo             | Tiempo      |
| - | -------------------- | ------------------ | ----------- |
| 1 | Edvald Boasson Hagen | Sky                | 13h 49' 06" |
| 2 | Philippe Gilbert     | Omega Pharma-Lotto | + 12"       |
| 3 | David Millar         | Garmin-Cervélo     | + 18"       |
| 4 | Taylor Phinney       | BMC Racing         | + 27"       |
| 5 | Jos van Emden        | Rabobank           | + 47"       |

### Etapa 5. 13 de agosto de 2011.Genk-Genk, 189,2km
|   | Ciclista         | Equipo             | Tiempo     |
| - | ---------------- | ------------------ | ---------- |
| 1 | Matteo Bono      | Lampre-ISD         | 4h 12' 14" |
| 2 | Sergey Renev     | Astana             | m.t.       |
| 3 | Artem Ovechkin   | Katusha            | + 3"       |
| 4 | Tomas Vaitkus    | Astana             | + 6"       |
| 5 | Jürgen Roelandts | Omega Pharma-Lotto | m.t.       |

|   | Ciclista             | Equipo             | Tiempo      |
| - | -------------------- | ------------------ | ----------- |
| 1 | Edvald Boasson Hagen | Sky                | 18h 01' 26" |
| 2 | Philippe Gilbert     | Omega Pharma-Lotto | + 12"       |
| 3 | David Millar         | Garmin-Cervélo     | + 18"       |
| 4 | Taylor Phinney       | BMC Racing         | + 25"       |
| 5 | Jos van Emden        | Rabobank           | + 47"       |

### Etapa 6. 14 de agosto de 2011.Sittard-Sittard, 201,2km
|   | Ciclista               | Equipo              | Tiempo     |
| - | ---------------------- | ------------------- | ---------- |
| 1 | Edvald Boasson Hagen   | Sky                 | 4h 29' 42" |
| 2 | Manuel Antonio Cardoso | RadioShack          | + 1"       |
| 3 | Lars Boom              | Rabobank            | m.t.       |
| 4 | Grega Bole             | Lampre-ISD          | m.t.       |
| 5 | Damiano Caruso         | Liquigas-Cannondale | m.t.       |

|   | Ciclista             | Equipo             | Tiempo      |
| - | -------------------- | ------------------ | ----------- |
| 1 | Edvald Boasson Hagen | Sky                | 22h 30' 58" |
| 2 | Philippe Gilbert     | Omega Pharma-Lotto | + 23"       |
| 3 | David Millar         | Garmin-Cervélo     | + 29"       |
| 4 | Taylor Phinney       | BMC Racing         | + 36"       |
| 5 | Jos van Emden        | Rabobank           | + 58"       |

## Clasificaciones finales

### Clasificación general
| Posición | Ciclista             | Equipo                       | Tiempo      |
| -------- | -------------------- | ---------------------------- | ----------- |
|          | Edvald Boasson Hagen | Sky                          | 22h 30' 58" |
| 2        | Philippe Gilbert     | Omega Pharma-Lotto           | + 22"       |
| 3        | David Millar         | Garmin-Cervélo               | + 28"       |
| 4        | Taylor Phinney       | BMC Racing                   | + 35"       |
| 5        | Jos van Emden        | Rabobank                     | + 58"       |
| 6        | Joost van Leijen     | Vacansoleil-DCM              | + 1' 04"    |
| 7        | Dominique Cornu      | Topsport Vlaanderen-Mercator | + 1' 07"    |
| 8        | Dries Devenyns       | QuickStep                    | + 1' 08"    |
| 9        | Ben Hermans          | Radioshack                   | + 1' 09"    |
| 10       | Linus Gerdemann      | Leopard Trek                 | + 1' 13"    |

### Clasificación por puntos
| Posición | Ciclista             | Equipo             | Puntos |
| -------- | -------------------- | ------------------ | ------ |
|          | Edvald Boasson Hagen | Sky                | 122    |
| 2        | Taylor Phinney       | BMC Racing         | 85     |
| 3        | André Greipel        | Omega Pharma-Lotto | 68     |
| 4        | Grega Bole           | Lampre-ISD         | 66     |
| 5        | Lars Boom            | Rabobank           | 56     |

### Clasificación de los jóvenes
| Posición | Ciclista             | Equipo              | Tiempo      |
| -------- | -------------------- | ------------------- | ----------- |
|          | Edvald Boasson Hagen | Sky                 | 22h 30' 58" |
| 2        | Taylor Phinney       | BMC Racing          | + 35"       |
| 3        | Ben Hermans          | Radioshack          | + 1' 09"    |
| 4        | Damiano Caruso       | Liquigas-Cannondale | + 2' 04"    |
| 5        | Maxime Vantomme      | Katusha             | + 2' 19"    |

## Evolución de las clasificaciones
| Etapa (Vencedor)                 | Clasificación general Algemeen klassement | Clasificación por puntos Puntentrui klassement | Clasificación de los jóvenes Jongerentrui klassement |
| -------------------------------- | ----------------------------------------- | ---------------------------------------------- | ---------------------------------------------------- |
| Prólogo (CRI) (Taylor Phinney)   | Taylor Phinney                            | Taylor Phinney                                 | Taylor Phinney                                       |
| 1.ª etapa (André Greipel)        | Taylor Phinney                            | Taylor Phinney                                 | Taylor Phinney                                       |
| 2.ª etapa (André Greipel)        | Taylor Phinney                            | Edvald Boasson Hagen                           | Taylor Phinney                                       |
| 3.ª etapa (Philippe Gilbert)     | Philippe Gilbert                          | Edvald Boasson Hagen                           | Edvald Boasson Hagen                                 |
| 4.ª etapa (CRI) (Jesse Sergent)  | Edvald Boasson Hagen                      | Edvald Boasson Hagen                           | Edvald Boasson Hagen                                 |
| 5.ª etapa (Matteo Bono)          | Edvald Boasson Hagen                      | Edvald Boasson Hagen                           | Edvald Boasson Hagen                                 |
| 6.ª etapa (Edvald Boasson Hagen) | Edvald Boasson Hagen                      | Edvald Boasson Hagen                           | Edvald Boasson Hagen                                 |
| Final                            | Edvald Boasson Hagen                      | Edvald Boasson Hagen                           | Edvald Boasson Hagen                                 |